# Sandra Aamodt
Sandra M. Aamodt ist eine US-amerikanische Neurowissenschaftlerin und Sachbuchautorin.

## Leben
Aamodt hat einen Abschluss in Biophysik von der Johns Hopkins University und einen Doktorgrad (Ph.D., 1994) in Neurowissenschaften der University of Rochester. Danach war sie vier Jahre lang Postdoktorandin an der Yale University.
Von 2003 bis 2008 war Aamodt Chefredakteurin der wissenschaftlichen Fachzeitschrift Nature Neuroscience.
Im Jahr 2008 veröffentlichte sie zusammen mit dem Molekularbiologen Samuel Wang ihr erstes Buch Welcome to Your Brain.
2011 folgte ebenfalls zusammen mit Wang das Buch Welcome to Your Child's Brain. In einer Rezension in der Frankfurter Allgemeinen Zeitung werden einige enthaltene Erziehungstipps als trivial kritisiert. Außerdem würden zeitweise nicht unbedingt gesicherte Erkenntnisse wiedergegeben. Gut gelungen sei hingegen die verständliche Darstellung von Forschungsergebnissen zur Entwicklung des kindlichen Gehirns.
Ihr drittes Buch Why Diets Make Us Fat erschien 2016. Zum Thema Diäten hatte sie 2013 bereits einen Vortrag auf der TEDGlobal gehalten.
Texte von Aamodt erschienen unter anderem in der Tageszeitung The New York Times.

## Schriften
- mit Samuel Wang: Welcome to your brain: why you lose your car keys but never forget how to drive and other puzzles of everyday life. Bloomsbury Publishing, New York 2008, ISBN 978-1-59691-523-7.
  - Welcome to Your Brain. Ein respektloser Führer durch die Welt unseres Gehirns, C.H. Beck Verlag, München 2008. ISBN 978-3-406-57140-4
- mit Samuel Wang: Welcome to your child's brain: how the mind grows from conception to college. Bloomsbury Publishing, New York 2011, ISBN 978-1-60671-260-3.
  - Welcome to your Child's Brain. Die Entwicklung des kindlichen Gehirns von der Zeugung bis zum Reifezeugnis. C.H. Beck Verlag, München 2012, ISBN 978-3-406-64069-8
- Why diets make us fat: the unintended consequences of our obsession with weight loss. Penguin Random House, New York 2016, ISBN 978-1-59184-769-4.